# Holger Münzer

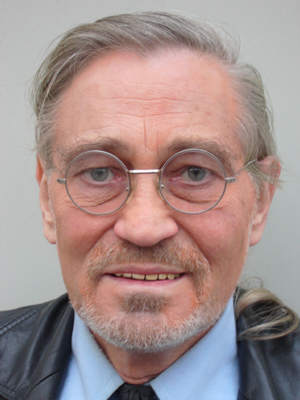
Holger Münzer (2005)

Holger Münzer (* 14. Februar 1939 in Meßkirch; † 14. Mai 2017 in Berlin) war ein deutscher Komponist, Schauspieler und Rhetoriktrainer.

## Leben
Münzer wurde 1939 als Sohn des Oberstudienrats und Musikers Artur Anton Münzer (1904–1992) und dessen Frau Luzia Meta Luise Flörke (1908–1975) in Meßkirch geboren. Sein älterer Bruder ist der Schauspieler und Regisseur Michael Münzer.
Holger Münzer war von 1967 bis 1972 mit der Sängerin und Buchautorin Penny McLean verheiratet. Er lebte und arbeitete in Berlin und war einige Zeit Bewohner in der Künstlerkolonie Berlin. Bald nach seinem Einzug gründete er im Januar 1988 den Verein KünstlerKolonie Berlin e. V., dessen Leiter und Vorsitzender für viele Jahre gewesen ist. Er betätigte sich als Kulturpolitiker in der SPD, deren eingetragenes Mitglied er auch war. Er starb 2017 in Berlin und wurde dort auch beigesetzt.

### Künstlerisches und berufliches Schaffen
Holger Münzer lernte in der Meisterklasse von Professor Wilhelm Nauber in Freiburg Violine spielen und das Vibrato „aus der runden Hand“. Im Musikbereich schuf er neben Orchestermusik auch Kammermusik im Zwölftonprinzip für verschiedene Instrumente, Film- und Theatermusiken sowie zahlreiche Vertonungen von Gedichtzyklen (Chansons). Besonders bekannt wurden seine Vertonungen von etwa 45 Texten von Erich Kästner und seine als Chansons vertonten und inszenierten Rinnsteinlieder. 1969 wirkte Münzer als Komponist an dem Rainer-Werner-Fassbinder-Film Liebe ist kälter als der Tod mit und nach 1971 an sieben Spielfilmen von Rosa von Praunheim, außerdem an zahlreichen Kurzfilmen und Dokumentationen.

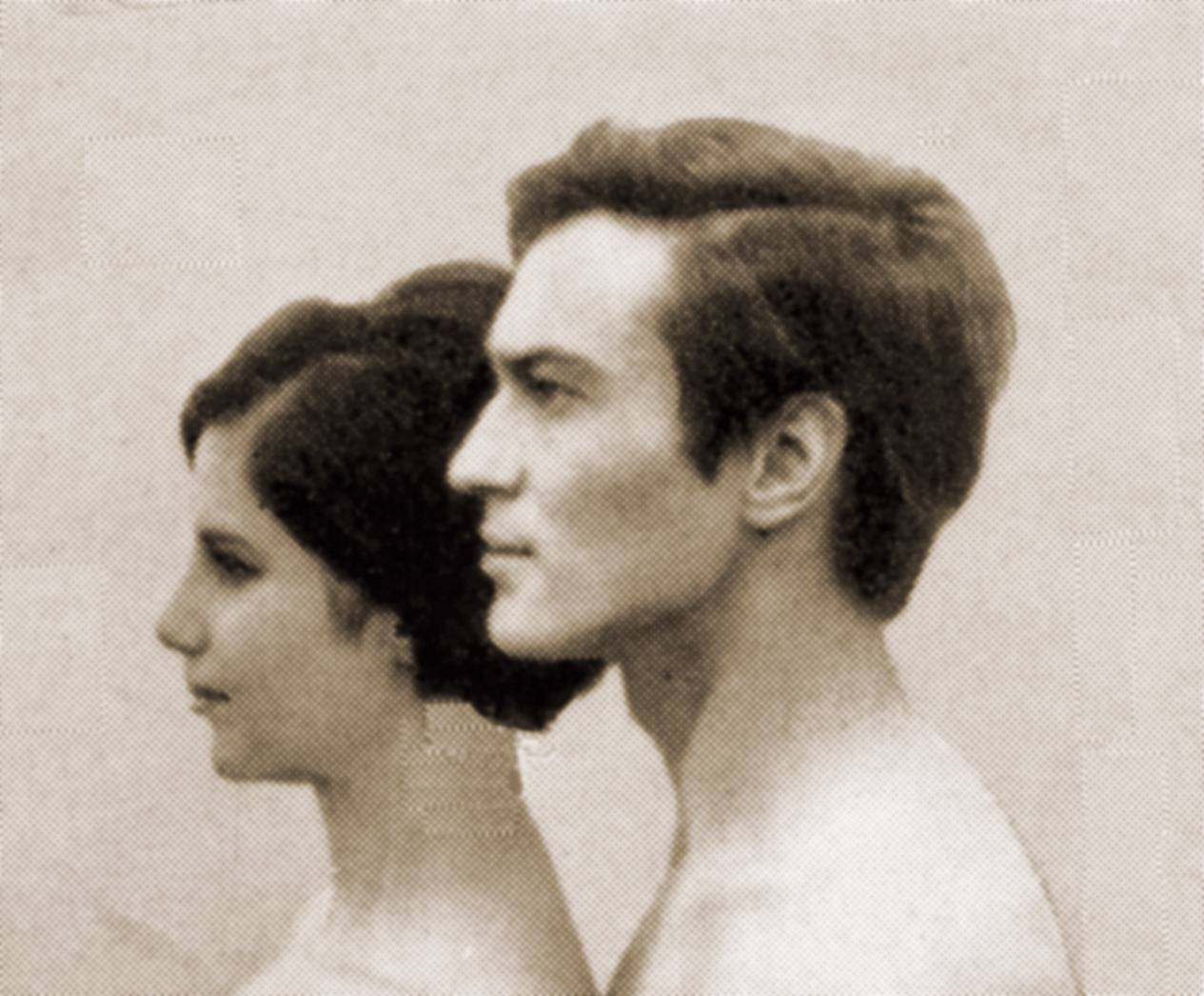
Holger und Gertrude Münzer als Duo Holger & Tjorven (1966)

Münzer war unter anderem Gründer der Duos mit seiner Ehefrau als Holger & Tjorven und MTH Singers (MTH für Münzer Tjorven Holger) der Jazz-Rock-Band Overground sowie des musikalisch-literarischen Kabaretts Wilde Bühne (1971).
Als Schauspieler war er nach 1968 regelmäßig in größeren Rollen im deutschen Fernsehen zu sehen, nachdem er sich seit den 1960er Jahren bereits regelmäßig an Theatern in München und nach 1971 in Berlin schauspielerisch betätigt hatte. Münzer lehrte von 1991 bis 2006 als Rhetoriktrainer an der Universität der Künste Berlin im Fachbereich Gesellschafts- und Wirtschaftskommunikation (GWH).

## Publikation
- Holger Münzer: Handbuch der Rhetorik. Vom Handwerk der Redekunst. Erstauflage, Berlin 1989.[5][6]
  - Handbuch der Rhetorik. Vom Handwerk der Redekunst. Als Lehrgang online seit 2002.[5][6]

## Filmografie
als Schauspieler
- 1968: Der Unbesonnene (Fernsehfilm; Rolle: Kurier)
- 1984: Ein Superesel auf dem Ku'damm (Delitto al Blue Gay) (Rolle: Kurt Linder)
- 1992: Gute Zeiten, schlechte Zeiten (Rolle: Hausmeister)

als Komponist
- 1969: Spielst Du mit schrägen Vögeln (Regie: Gustav Ehmck)
- 1969: Liebe ist kälter als der Tod (Regie: Rainer Werner Fassbinder)
- 1971: Haytabo – Falscher Verdacht (Regie: Ulli Lommel, Peter Moland)
- 1974: Axel von Auersperg (Fernsehfilm; Regie und Drehbuch: Rosa von Praunheim nach einer Novelle von Auguste de Villiers de L’Isle-Adam)
- 1974: Con la música a otra parte (Regie: Fernando Merino)
- 1975: Die Berliner Bettwurst (Regie und Drehbuch: Rosa von Praunheim)
- 1983: Stadt der verlorenen Seelen (Regie und Drehbuch: Rosa von Praunheim)